# Platyrrhacus fecundus
Platyrrhacus fecundus är en mångfotingart som beskrevs av Carl 1912. Platyrrhacus fecundus ingår i släktet Platyrrhacus och familjen Platyrhacidae. Inga underarter finns listade i Catalogue of Life.